# Эзотерический характер Евангелий
«Эзотерический характер Евангелий» (англ. The Esoteric Character of the Gospels) — статья Елены Петровны Блаватской, опубликованная тремя частями: в ноябре-декабре 1887 и в феврале 1888 года в теософском журнале «Люцифер». Вошла в 8-й том собрания сочинений автора. В 1888 году за эту работу  писательница была награждена медалью Субба Роу. В 1932 году первые две части статьи вышли в Риге отдельным изданием на русском языке  под названием «Евангельский эзотеризм».

## Исследование содержания

### Против церковников
Сенкевич заметил, что Блаватская не делала тайны из своего «скептического отношения к Евангелиям», считая их не имеющими отношения ни к Иисусу, ни к его апостолам. Критикуя имеющую место, по её мнению, нетерпимость и догматизм духовенства, Блаватская пишет в своей статье, что современное христианство стало «средством для утоления амбиций, синекурой для богатства, обмана и власти; удобной ширмой для лицемерия».
Блаватская утверждает, что священники «раскололи на части» единую божественную истину, организовав в одном только лагере протестантов триста пятьдесят разнородных сект. Она пишет, что если «допустить в порядке дискуссии», что одна из этих сект недалека от истины, то все остальные должны быть «ложными по необходимости».
Согласно Блаватской, «священные книги являются "складами обманов", если принимать их в виде буквальных интерпретаций их древних и, особенно, современных теологических толкователей». Таким образом, все они служили священству как средство добиться власти и вести честолюбивую политику, — «священству, которое поддерживало, по возможности, суеверие, которое сделало из своих богов кровожадных молохов и заставляло целые нации служить этим богам вместо Бога истины».
Религиовед Роберт Эллвуд, являющийся членом Американского теософского общества и священником Либеральной католической церкви, писал, что Блаватская была «самым беспощадным критиком» церковной традиции христианства, будь то по отношению к Отцам Церкви, или к современным ей священникам, пасторам и миссионерам. Причиной её враждебности к церковному христианству была та его особенность, которую она воспринимала как высокомерие в сочетании с неуместным буквализмом. Блаватская считала, что и в прошлом, и в настоящем духовенство, путём ли преднамеренного обмана или просто по глупости, скрывало подлинное происхождение и значение христианства как орудия Древней Мудрости.

### Истоки христианства
Ссылаясь на своих Учителей, Блаватская утверждает, что истоки христианства следует искать в гностических и древнееврейских писаниях:

«Откуда же тогда Евангелия и жизнь Иисуса из Назарета? Не заявлялось ли постоянно, что никакой человеческий, смертный разум не мог придумать жизни еврейского реформатора и последующей ужасной драмы Голгофы? Мы говорим, основываясь на авторитете эзотерической восточной школы, что всё это пришло от гностиков, насколько это касается имени Христа и астрономическо-мистических аллегорий, и из сочинений древних танаимов, насколько это имеет отношение к каббалистической связи Иисуса, или Иешуа, с библейскими персонификациями».
В одной из сносок в статье автор поясняет, что фрагменты гностической мудрости, «фундамент которых является дохристианским и построен на Мистериях Посвящения», вошли в состав Евангелий.

### Исторический Иисус
Блаватская считает, что исторический Иисус и евангельский Христос — это разные персоны. Она упоминает утверждения Талмуда, согласно которому Иисус был сыном некоего Пандира и жил за сто лет до начала евангельских событий. В юности он много лет провёл в Египте, где был посвящён в эзотерическую мудрость, вернувшись же в Палестину, реорганизовал движение ессеев, внутри которого он почитался как учитель, пока, оклеветанный, не был убит в своём родном городе Лидде. Накануне праздника еврейской Пасхи его побили камнями, а затем распяли на дереве.

### Хрестос и Христос
Блаватская пишет, что следует различать «Хрестоса» и «Христа». Первое имя, по её мнению, означает ученика-оккультиста, идущего по пути посвящения, а второе она характеризует так: «Христос, истинный эзотерический Спаситель — не человек, но Божественный Принцип в каждой человеческой груди». Она считает, что христиане утратили понимание истинного смысла слова Христос: «Значение названий Хрестос и Христос, и их соотнесение с "Иисусом из Назарета", именем, образованным от Иешуа Назарей, стало сегодня мёртвой буквой для всех, кроме нехристианских оккультистов». Автор статьи полагает, что адепты, которые жили и умирали ради человечества, существовали во все века. В древности было много святых людей, которые носили титул Хрестоса ещё до Иисуса из Назарета, подобно Сократу и многим другим, кого можно было назвать Хрестосом, то есть, «"добрым, возвышенным", спокойным и святым посвящённым, который показал "путь" к состоянию Христа, и потому сам стал "Путём" в сердцах своих восторженных поклонников». Христиане, как и другие «обожатели героев», пытались оттеснить на задний план всех остальных Хрестосов, «которые казались им соперниками их Человеко-Бога».
Как формулирует это Блаватская, «Христос — это Путь, а Хрестос — одинокий путник, который идёт по этому "пути" к далёкой цели, указуемой ему Христом, духом Истины». Она пишет:

«Христос — это венец славы страдающего Хрестоса мистерий, как кандидата для окончательного Соединения, в любой вере или расе. Поэтому для действительного последователя Духа Истины не имеет значения, жил ли Иисус, как человек или Хрестос, в этой эре, именуемой христианской, или до неё, или же он вообще никогда не жил».
Блаватская утверждает, что «"состояние Христа", всегда было синонимом "состояния махатмы"», то есть, состояния после соединения человека с его «божественным принципом». Таким образом:

«Некто должен умереть во Хрестосе, то есть, он должен уничтожить свою личность и свои желания, удалить любую идею об обособлении от своего "Отца", божественного духа в человеке; стать единым с вечной абсолютной Жизнью и Светом (САТ), прежде чем он сможет достигнуть чудесного состояния Христа, воскресшего человека, человека духовно свободного».

## Критика
Священник Русской православной церкви, кандидат богословия  Дмитрий Дружинин заявил, что теософы «низвели» Иисуса Христа до уровня одного из адептов и даже вообще усомнились в его существовании. И более того:

«Основоположники теософии отказывают Христу в значении Его крестного подвига. Признавая в рамках концепций кармы и реинкарнации возможность расплачиваться страданиями лишь за свои собственные проступки, они фактически представляют крестные страдания Господа Иисуса Христа лишь как трагикомическую ошибку».
Элвин Кун, будучи сторонником мифологической школы, заявил, что эзотеризм «завис на полпути» между признанием Евангелий в качестве документов ранней христианской истории или же рассмотрения их как аллегории. Он писал, что свою лепту в это «аномальное положение» внесла Блаватская: утверждая в одном месте, что Христос — это «не человек, но божественный принцип» в каждом человеке, она в другом месте поддерживает тезис о реальном существовании иудейского адепта Иисуса. Теософские лидеры, а вслед за ними и рядовые теософы (так же, как и члены антропософского общества, и другие эзотерики), в целом, поддержали это представление.
По мнению религиоведа Роберта Эллвуда, являющегося членом Американского теософского общества и священником Либеральной католической церкви, многие выступления Блаватской против христиан, в том числе её нападки на организации, посвятившие себя «добрым делам», такие как Армия спасения, не всегда были беспристрастными. К тому же она, видимо, не знала о зарождающейся либеральной ветви христианского богословия, представленной Шлейермахером, Чаннингом, Кингсли и многими другими теологами, не имеющими отношения к тому «примитивному догматизму», который она так ненавидела.

## Публикации
- The Esoteric Character of the Gospels (I) (англ.) // Lucifer : журнал. — London: Theosophical Publishing Society, 1887. — November (vol. 1, no. 3). — P. 173—180.
- The Esoteric Character of the Gospels (II) (англ.) // Lucifer : журнал. — London: Theosophical Publishing Society, 1887. — December (vol. 1, no. 4). — P. 299—310.
- The Esoteric Character of the Gospels (III) (англ.) // Lucifer : журнал. — London: Theosophical Publishing Society, 1888. — February (vol. 1, no. 6). — P. 490—496.
- The Esoteric Character of the Gospels // Collected Writings / под ред. B. De Zirkoff. — Wheaton, Ill: Theosophical Publishing House, 1960. — Vol. 8. — P. 172—217.
- Евангельскій эзотеризмъ. — Рига: Книгоиздательство Н. Гудкова, 1932. — 23 с.
- Евангельский эзотеризм. — Рига: Виеда, 1991. — 32 с.
- Эзотерический характер Евангелий // Скрижали кармы = The Tablets of Karma / Пер. с англ. К. Ю. Бурмистрова. — М.: МЦФ, 1995. — 512 с. — (Е. П. Блаватская). — 20 000 экз. — ISBN 5-88483-004-1.
- Эзотерический характер Евангелий // Наука жизни / пер. с англ. Ю. А. Хатунцева. — М.: Сфера, 1999. — (Белый Лотос). — ISBN 5850000607.
- Эзотерический характер Евангелий // Происхождение Начал. — М.: Сфера, 2006. — 480 с. — (Елена Блаватская потомкам). — ISBN 5939751644.

## Комментарии
1. ↑  «Lucifer», Vol. 1, November 1887, p. 173—180; December 1887, p. 299—309; February 1888, p. 490—496.[1]
2. ↑  Cit. The Esoteric Character of the Gospels.[5]
3. ↑  Отмечая в церковном христианстве догматизм, порождённый «болезненным честолюбием его иерархов», Блаватская рассматривала его исключительно как религиозное освящение «власти над людьми».[6]
4. ↑  See The Esoteric Character of the Gospels.[7]
5. ↑  Цит. «Евангельский эзотеризм».[8]
6. ↑  Цит. «Эзотерический характер Евангелий».[10]
7. ↑  See The Esoteric Character of the Gospels.[11]
8. ↑  Годфри Хиггинс нашёл два упоминания в ранних еврейских комментариях к Священному Писанию: одно в «Midrashjoholeth» и другое — в «Abodazara», где говорится, что фамилия семьи Иосифа была Пантер, потому что в обеих ссылках утверждается, что человек был излечен «во имя Иешу бен Пантера».[12]
9. ↑  См. «Эзотерический характер Евангелий».[13]
10. ↑  Цит. «Эзотерический характер Евангелий».[14]
11. ↑  Цит. «Эзотерический характер Евангелий».[10]
12. ↑  Cit. The Esoteric Character of the Gospels.[15]
13. ↑  См. «Эзотерический характер Евангелий».[10]
14. ↑  Цит. «Евангельский эзотеризм».[16]
15. ↑  Cit. The Esoteric Character of the Gospels.[15]
16. ↑  Цит. «Эзотерический характер Евангелий».[10]
17. ↑  See The Esoteric Character of the Gospels.[17]
18. ↑  See The Esoteric Character of the Gospels.[18]
19. ↑  See The Esoteric Character of the Gospels.[19]

### Теософские источники
- An Index to «Lucifer», 1887—1897, London (англ.). Union Index of Theosophical Periodicals. The Campbell Theosophical Research Library (8 апреля 2016). Дата обращения: 18 мая 2017.
- Encyclopedic Theosophical Glossary. — Theosophical University Press, 1999. — ISBN 978-1-55700-141-2.
- Subba Row Medal (англ.). Theosophy Wiki. Theosophical Society in America (3 апреля 2017). Дата обращения: 18 мая 2017.
- The Mahatma Letters to A. P. Sinnett from the Mahatmas M. & K.H. / под ред. A. T. Barker. — New York: Frederick A. Stokes Company Publishers, 1924. — 492 p.
- Besant A. Esoteric Christianity: Or the Lesser Mysteries. — The Floating Press, 2009. — 338 p. — ISBN 9781775410928.
- Cranston S. L. HPB: the extraordinary life and influence of Helena Blavatsky, founder of the modern Theosophical movement. — G.P. Putnam's Sons, 1993. — 648 p. — ISBN 9780874776881.
- Edge H. T. Theosophy and Christianity. — Theosophical University Press, 1998. — ISBN 1-55700-102-2.
- Hao Chin V. Jesus Christ (англ.). Theosopedia. Manila: Theosophical Publishing House (12 марта 2012). Дата обращения: 18 мая 2017.
- Harris P. S. Christos (англ.). Theosopedia. Manila: Theosophical Publishing House (5 декабря 2011). Дата обращения: 18 мая 2017.